# Aristòloc
Aristòloc (en llatí Aristolochus, en grec antic Άριστόλοχος) va ser un poeta tràgic grec que no es menciona enlloc, només a una col·lecció d'epístoles que antigament s'havien atribuït a Falaris, tirà d'Agrigent, on Falaris parla molt malament d'ell per haver-se atrevit a fer-li la competència escrivint una tragèdia. De fet, les epístoles són falses, i en cas que fossin certes, Aristòloc hauria viscut abans de la invenció de la tragèdia.